# Durman obecný
Durman obecný (Datura stramonium) je jedovatá rostlina z čeledi lilkovitých. V současné době roste všude od tropů po mírné pásmo, jeho původní oblast výskytu nebyla spolehlivě určena (možná Severní Amerika, ale jsou i jiné možnosti). V ČR roste roztroušeně od nížin po podhůří. Horní hranice běžného výskytu je 450 m n. m., výjimečně se objevuje až do 800 m n. m.
Lidově se durmanu říká také panenská okurka, andělské trumpety, vlčí jablko a maslák nebo také ježkova palice či čertova buřina.

## Botanický popis
Durman je 0,5 až 1 metr vysoká jednoletá bylina. Stonek je větvený s laločnatými zubatými listy a velkými pětičetnými květy s bílou nálevkovitou korunou. Durman kvete od června do září. Plod je čtyřdílná ostnitá tobolka vzhledem připomínající rovněž ostnitý plod jírovce. Semena jsou ledvinovitá, v době zralosti černá, kráterovitě členitá na povrchu.

## Jedovatost
Celá rostlina je jedovatá, obsahuje tropanové alkaloidy (0,2–0,6 %), především hyoscyamin a atropin, L-skopolamin, apoatropin, belladonin, nikotin, flavonolové glykosidy (rutin) a kumarin skopoletin.
Otrava durmanem je velmi riziková – uživateli hrozí, obzvláště ve vyšších dávkách, smrt naprostým vyčerpáním se selháním srdce, přehřátím; pod vlivem deliria může dojít ke smrtelnému zranění.
Intoxikaci durmanem vyvolává požití jakýchkoliv částí rostliny, prudce jedovatý je např. kořen; ke zmírnění rizika výrazně škodlivé otravy byly předněji vdechovány výpary zahřívaného durmanu nad ohněm. Delirogenní vlastnosti pak byly známy již ve Starém i Novém světě jako démonická droga. Alkaloidy obsažené v durmanu po užití podněcují dynamogenii, tj. zvýšenou pohyblivost, ale rovněž i úzkost, agitovanost až pocity hrůzy, dochází ke zteplání, zarudnutí pleti, vysychání úst a sliznic, vzestupu tělesné teploty – příčinou je útlum činnosti potních a slinných žláz. Zornice jsou rozšířené a schopnost zaostřování přechodně narušena. Běžné jsou závratě, zrychlená tepová frekvence, bušení srdce, vrávoravá chůze a celkový subjektivní dojem těžké opilosti. Chování je automatizované, jakoby náměsíčné, dostavuje se vzrušenost až agresivita, zmatenost, dezorientace, úroveň kognitivních poruch a schopnosti komunikace jsou poté kolísavé. Objevuje se nesrozumitelná řeč, neschopnost soustředit se a rozumně uvažovat, rovněž mnohočetné zrakové, sluchové, čichové a chuťové halucinace, iluze, vjemy létání, prudkého otáčení a padání, ježdění. Na rozdíl od psychedelik (LSD, meskalin), která zjevují pozměněnou realitu, halucinace při durmanovém deliriu vytváří zcela neexistující vjemy (pravé halucinace), častý je například kontakt s neexistujícími nebo fyzicky vzdálenými lidmi, vidění zvířat, odporného hmyzu, strašidel, příšer, oživlých předmětů, záblesky světla, časté je sbírání halucinatorních předmětů; obvykle jsou halucinace navozené durmanem, ale i ostatními rostlinami s anticholinergními látkami, obsahově nepříjemné, bizarní až děsivé – někteří porovnávají tyto delirantní vidiny s fantastickými obrazy Hieronyma Bosche. Zajímavé je, že často v průběhu daturového deliria intoxikovaný necítí i přes nesmírně děsivý charakter halucinací žádný strach a považuje je za něco přirozeného, známého. Tento jev ovšem není přítomen vždy. Po vyvrcholení intoxikace nastává náhlý útlum, mnohdy až komatózní spánek, podrážděnost a vysílení, dilatace zornic setrvává i poměrně dlouhou dobu po požití. Na průběh otravy se rozvíjí částečná amnézie, dotyčný si poté na delirium, jež u vyšších dávek často může trvat i několik dní, zpravidla pamatuje jako na velmi živý, těžký sen. Daturové delirium je známé svým často ničivým vlivem na psychiku intoxikovaného, jsou evidovány případy, kdy po intenzivní zkušenosti u uživatelů došlo k rozvoji těžkých psychických poruch, v některých případech mohou zůstat některé halucinace persistentní mnoho měsíců či let po jediné zkušenosti. Z důvodu značné fluktuace množství jednotlivých alkaloidů (skopolaminu a jeho metabolitů) v různých částech rostliny, mezi rostlinami a také v rámci stáří rostliny je konzumace rostlinného materiálu zatížena enormním rizikem předávkování, jež z důvodu silného anticholinergního účinku často končí smrtí.

## Využití
Léčivou drogu poskytují listy. Obsažené látky snižují tonus parasympatiku a uvolňují křeče. Semena se také v miniaturních dávkách vzácně používají coby oneirogen (zintenzivňují sny a činí je lucidními). Za tímto účelem se používá pouze několik semen (1-3), které se konzumují přibližně 2 hodiny před spánkem. Takové množství semen obsahuje desítky až stovky mikrogramů alkaloidů. V průběhu spánku se pak konzumentovi zdají často desítky velmi vividních, obsahově bizarních, velmi zmatených až děsivých snů. Po probuzení může být často uživatel přesvědčen o tom, že obsah snu byl ve skutečnosti realita a podle této iluze se také krátkodobě chovat. Toto využití je ovšem i v komunitě psychonautů obávané,  protože užívání durmanu, byť v sebemenší dávce, s sebou nese rizika, jež převažují veškeré benefity. Nutno také podotknout, že pokud by byla tato metoda praktikována často, je velmi pravděpodobné trvalé narušení kognitivních funkcí konzumenta, což je charakteristické pro dlouhodobé zneužívání obecně jakéhokoliv delirogenu. 

## Fotogalerie

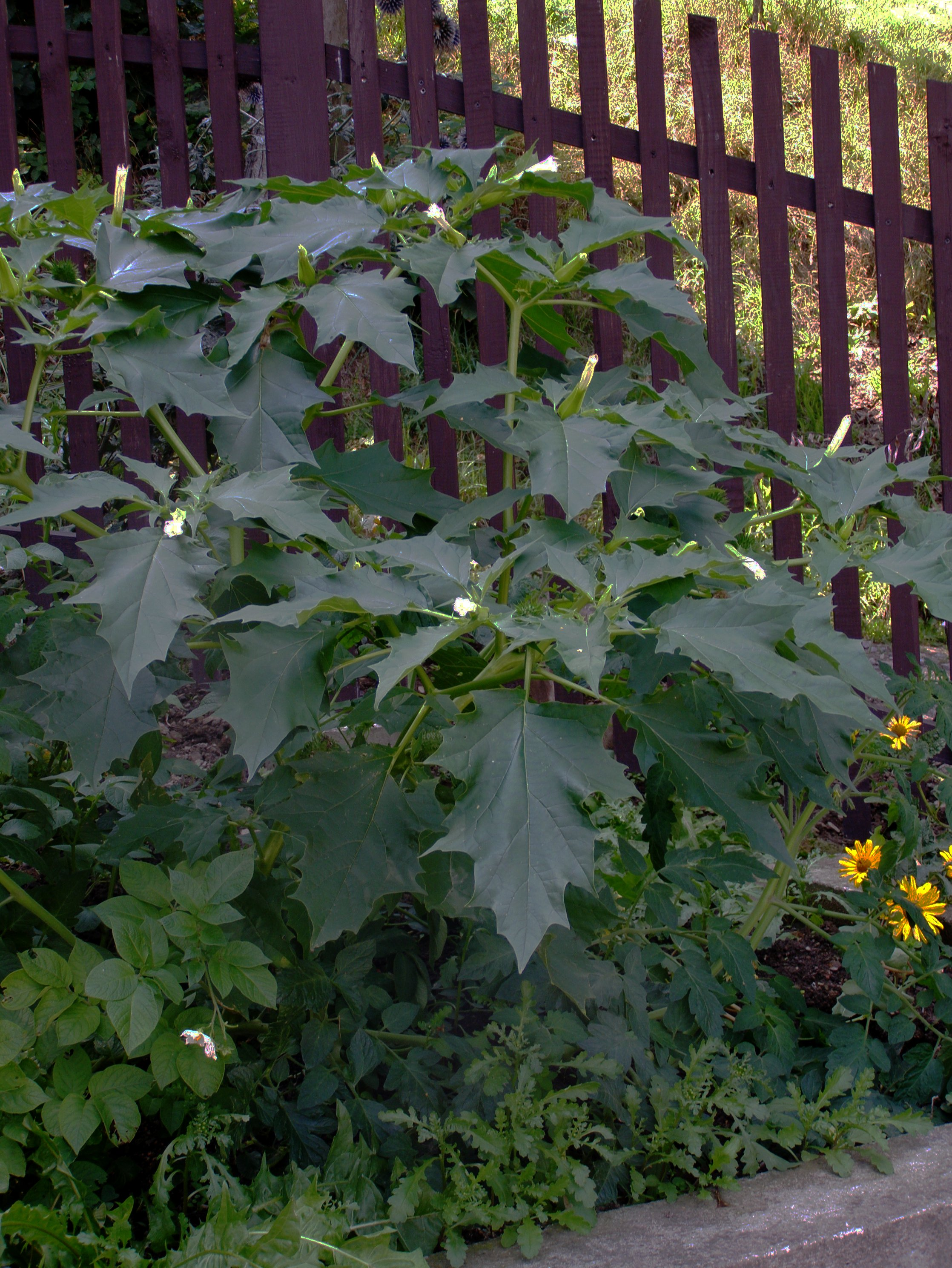
Celkový pohled na rostlinu
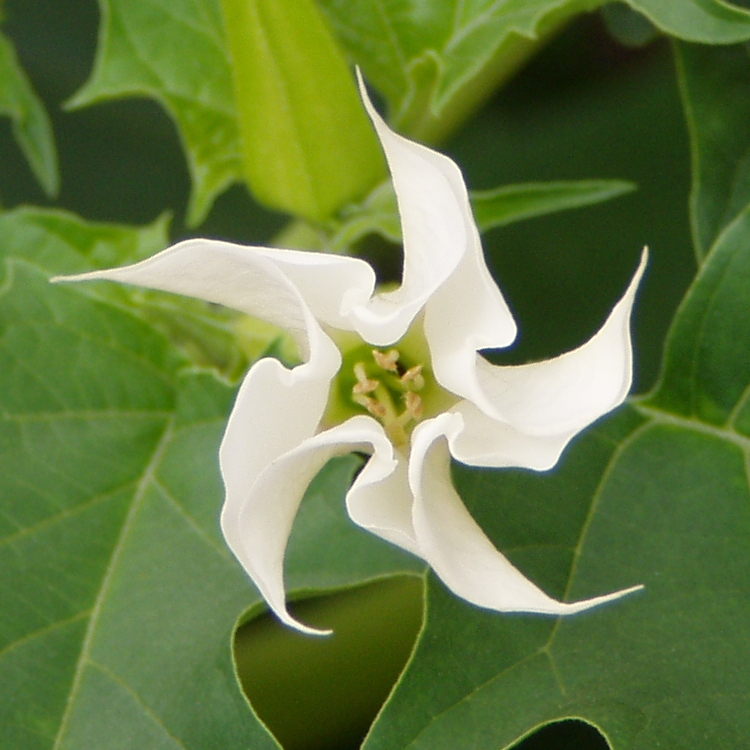
Květ
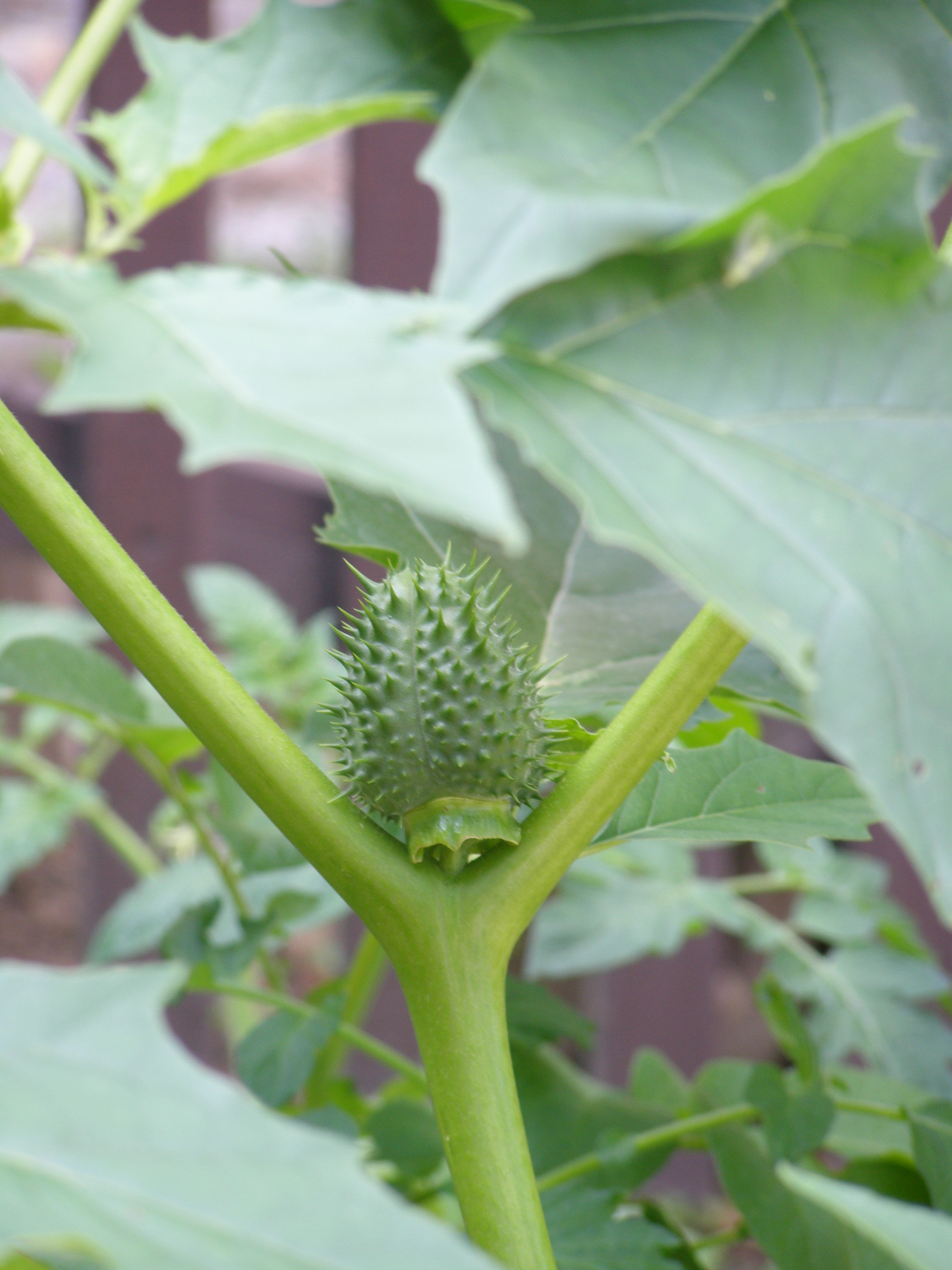
Plod
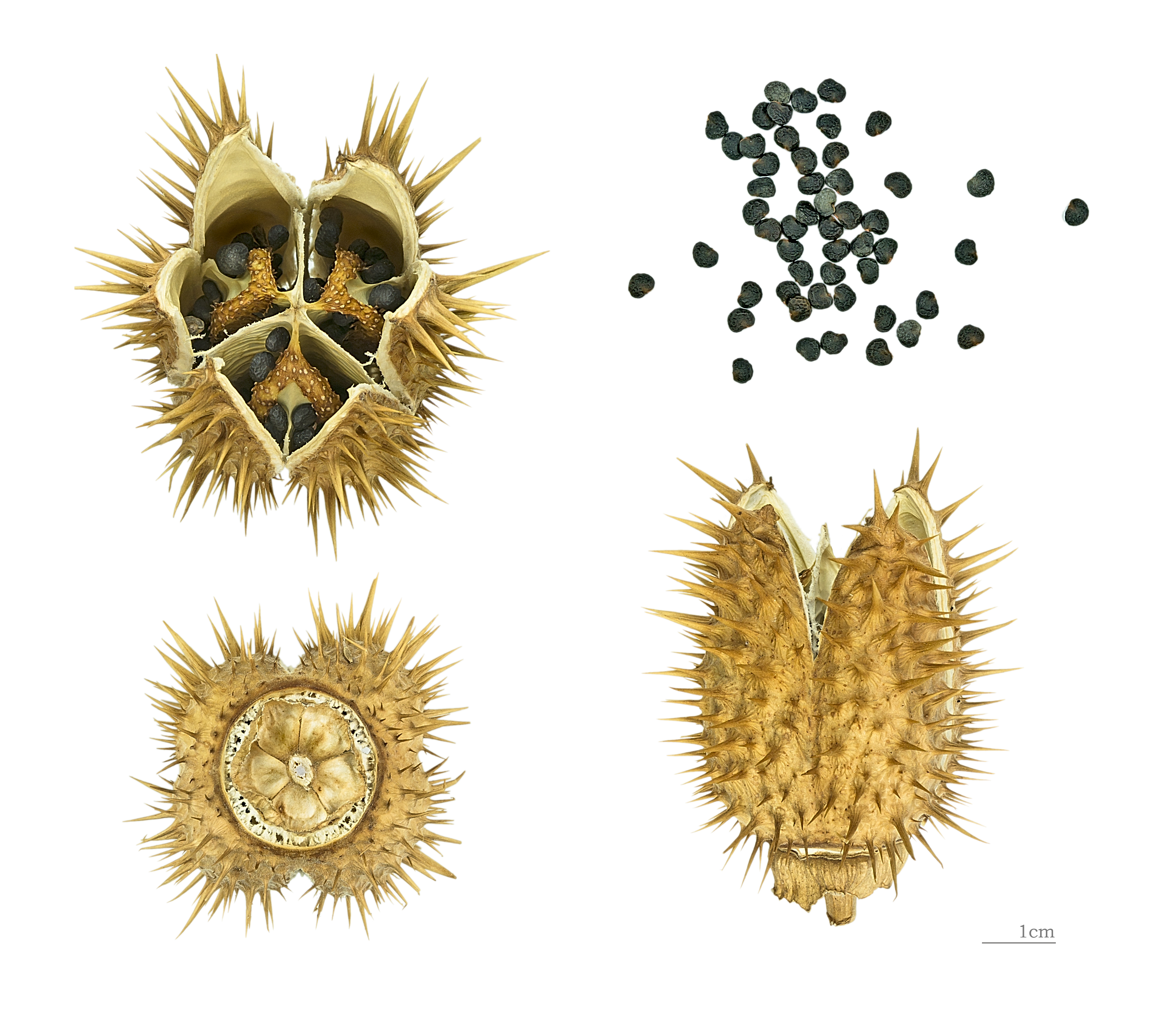
Plod
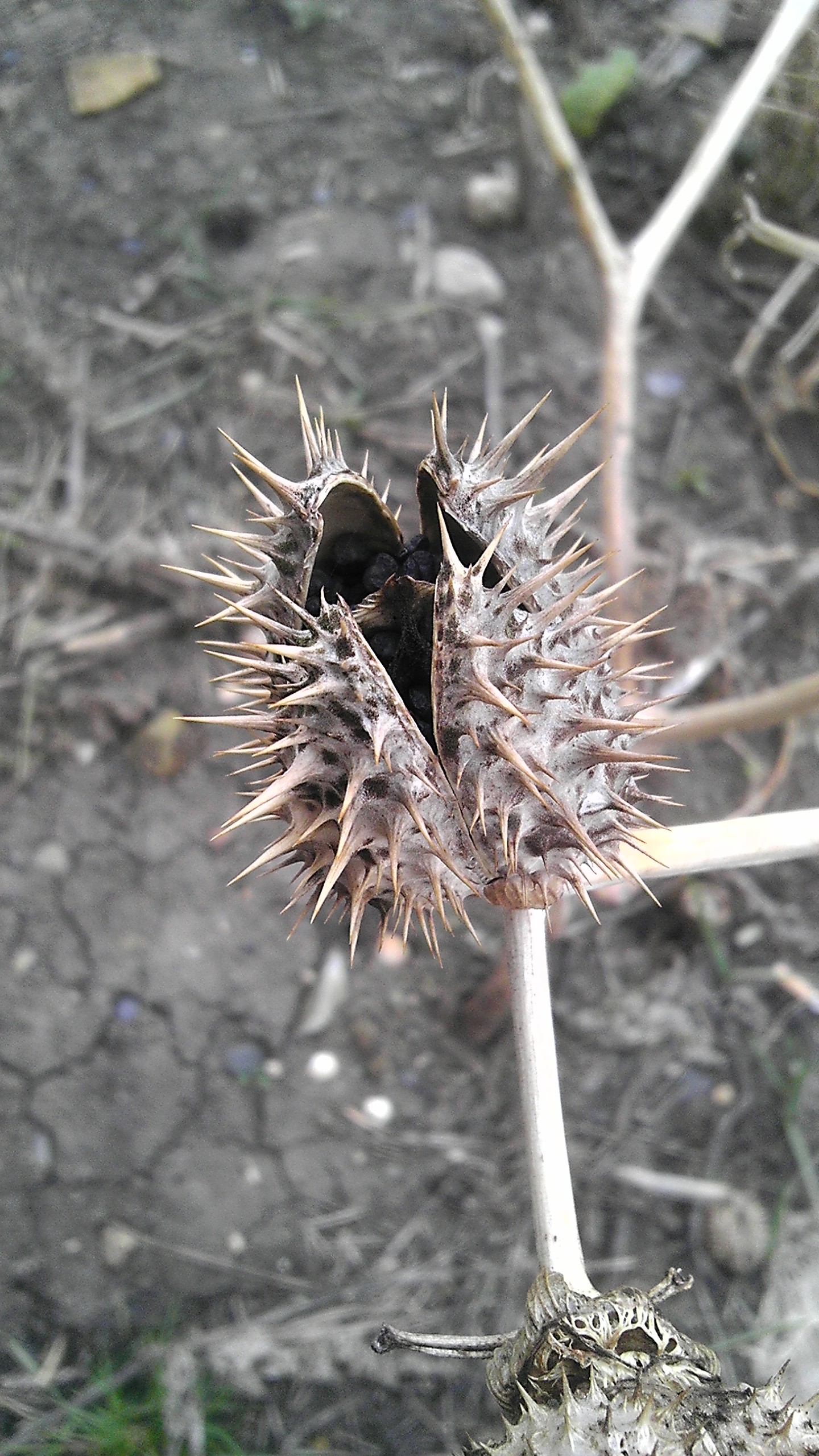
Tobolka se semeny
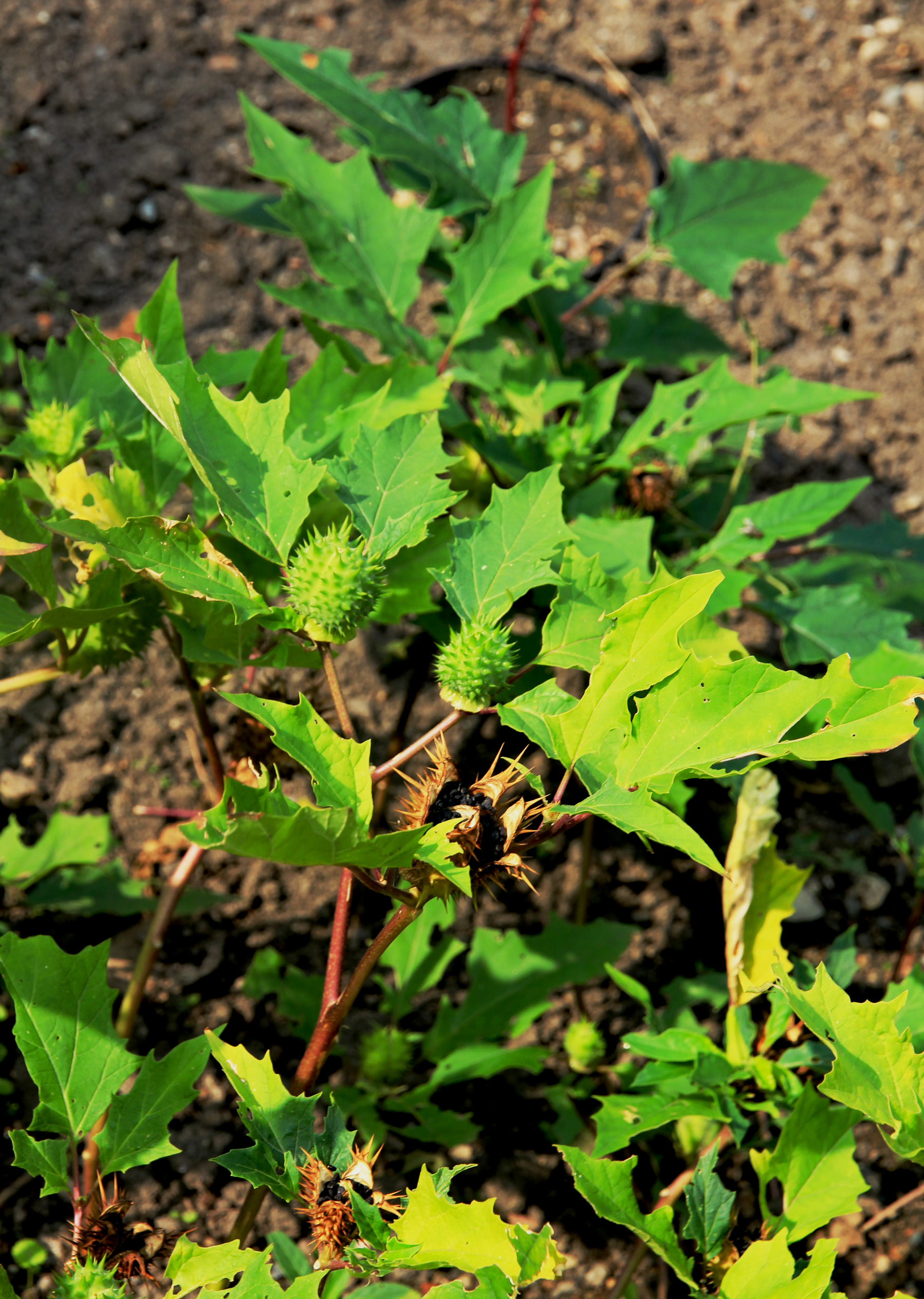
Plody a listy